# Römische Rheintalstraße
Die römische Rheintalstraße war eine der bedeutendsten Römerstraßen im Norden des Römischen Reichs. Sie verband Italien entlang des Oberrheins mit den römischen Provinzen Germania superior und Germania inferior sowie den dort stationierten Legionen am Rhein.

## Geschichte

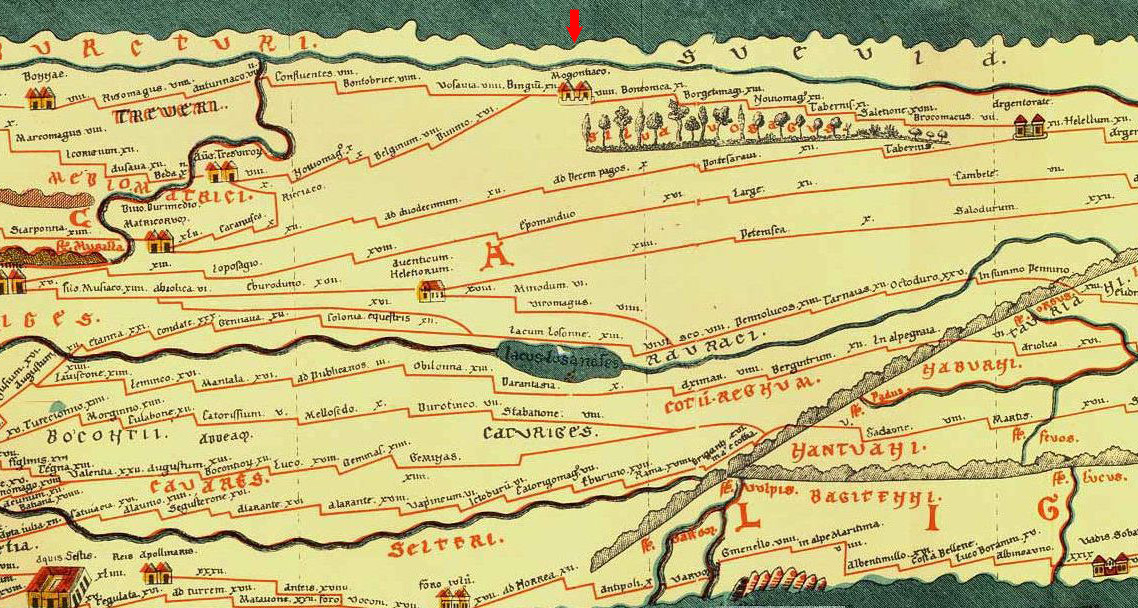
Darstellung in der Tabula Peutingeriana (Pfeil auf Mainz).

Die Rheintalstraße gehört zu den frühesten Römerstraßen der Region. Die älteste Römerstraße, die an den Rhein führte, war die von Marcus Vipsanius Agrippa während seiner Statthalterschaften in Gallien erbaute Verbindung von Lyon (Lugdunum) über Metz (Divodurum Mediomatricorum) und Trier (Augusta Treverorum) nach Köln (Colonia Claudia Ara Agrippinensium). Die Rheintalstraße dürfte als strategisch wichtige und kürzeste Verbindung nach Italien bald nach dieser, spätestens mit dem Beginn der Germanenfeldzüge des Kaisers Augustus um 15 v. Chr., erbaut worden sein.
Mit dem Ende der Feldzüge und der Festlegung des Rheins als Grenze verband die Straße die wichtigsten römischen Truppenstandorte, darunter mehrere Legionslager. Die Verbindung zu den Legionen an der Donau wurde allerdings durch die Route entlang des Oberrheins über Augst (Augusta Raurica) wesentlich verlängert, sodass die Römer bald auch Teile rechts des Rheins besetzten. Gnaeus Pinarius Cornelius Clemens ließ deshalb im Jahr 74 n. Chr. die Kinzigtalstraße anlegen, welche die Rheintalstraße vom ebenfalls zu dieser Zeit angelegten Rottweil (Arae Flaviae) her aus dem Schwarzwald (Abnoba mons) kommend bei Straßburg (Argentorate) erreichte. Mindestens seit dieser Zeit existierte zudem auch eine rechtsrheinische Route von Mainz (Mogontiacum) über Groß-Gerau und Heidelberg. Diese wird meist als rechte Rheintalstraße bezeichnet, weshalb sich für die hier beschriebene Route auch die Bezeichnung linke Rheintalstraße findet.
Im Vierkaiserjahr 69 n. Chr. sowie im folgenden Bataveraufstand war die Rheintalstraße eine der wichtigsten Marschrouten, sowohl für das Heer des Vitellius nach Italien sowie für die vespasianischen Truppen nach Norden. Die Eroberung des Dekumatlandes und das Vordringen in rechtsrheinische Gebiete mit der Einrichtung des Obergermanisch-Rätischen Limes führte dazu, dass die Straße einen Teil ihres militärischen Charakters verlor. Auxiliartruppen, die vorher im Umfeld der Legionen oder in kleineren Garnisonsorten stationiert waren, wurden an den Limes verlegt. Zuvor militärisch dominierte Orte wie Speyer (Noviomagus Nemetum), Worms (Borbetomagus) oder Bingen am Rhein (Bingium) wurden zu zivilen Siedlungen und Verwaltungssitzen. Auch die Legionsziegeleien in Rheinzabern (Tabernae) wurden um 80 n. Chr. aufgegeben. Bestehen blieben während der längsten Epoche der mittleren Kaiserzeit die beiden rückwärtigen Legionslager in Mainz (Mogontiacum, Legio XXII Primigenia) und Straßburg (Argentorate, Legio VIII Augusta).
Durch die Entstehung der zivilen Vororte behielt die Straße ihre Bedeutung als zentrale Verkehrsachse. In der Zeit Kaiser Caracallas wird sie in der Reisebeschreibung Itinerarium Antonini erwähnt. Auch in der Tabula Peutingeriana ist sie als eine der wichtigsten Routen verzeichnet.
In der Spätantike, als der Rhein in Folge des Limesfalls wieder zur Reichsgrenze wurde, finden sich viele Truppenstationierungen der Limitanei an den Etappenstationen der Straße in der Notitia dignitatum erwähnt.

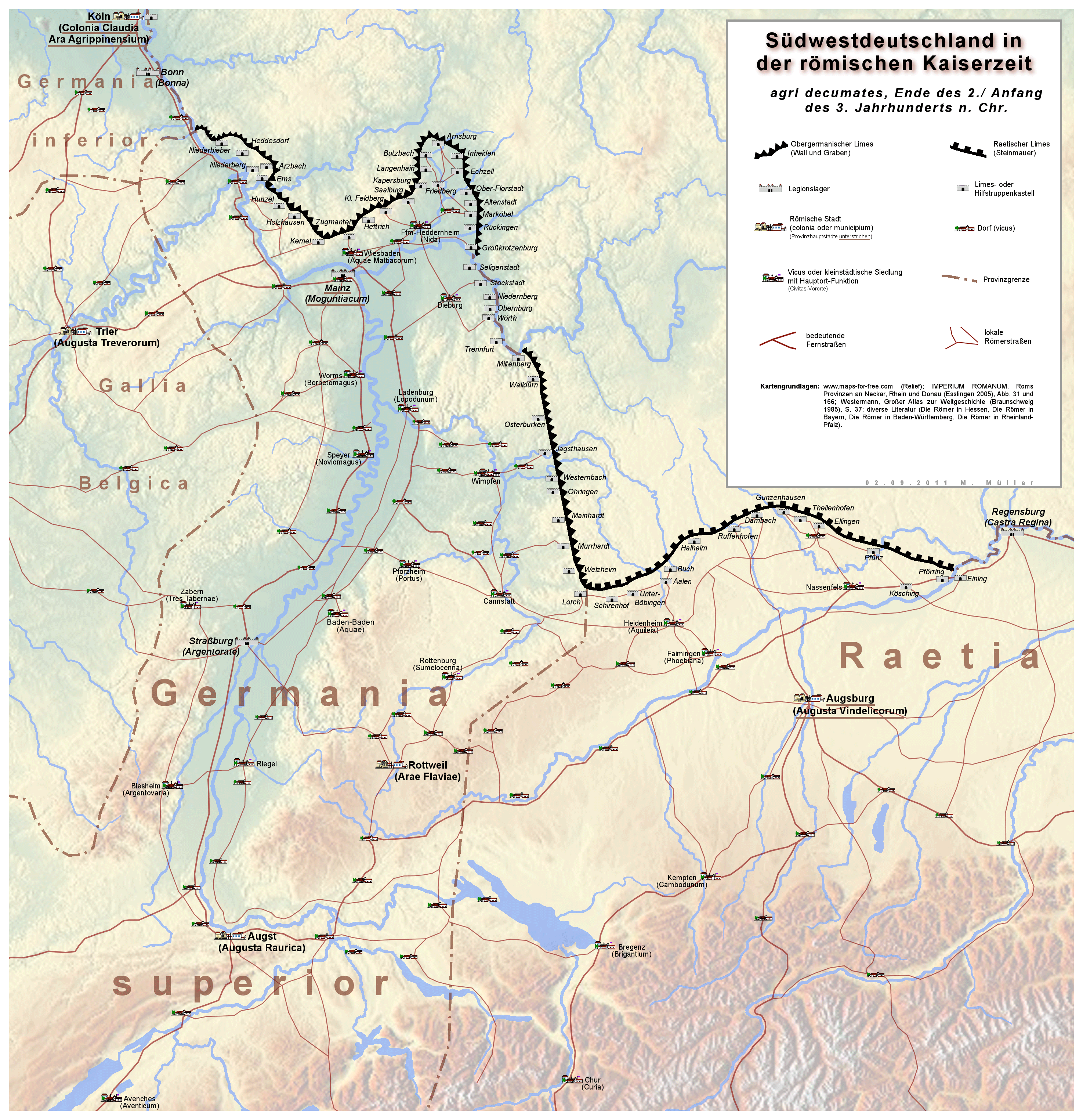
Südwestdeutschland zu Beginn des 3. Jahrhunderts mit Zivilsiedlungen und Römerstraßen.

## Verlauf
Die Straße erreichte, von Mailand über den Großen St. Bernhard, Avenches und Solothurn den Rhein bei Augst (Augusta Raurica). Hier zweigten die Neckar-Alb-Donau-Straße in Richtung Rottweil (Arae Flaviae) und die Alpennordstraße nach Windisch AG (Vindonissa) sowie Pfyn (ad fines) ab, während die Rheintalstraße nach Westen abbog. Bei Basel mündete eine weitere frühe Verbindung ein, die von Lyon über Chalon-sur-Saône und Besançon verlief. Über Kembs und Biesheim erreichte die Rheintalstraße Straßburg. Nördlich von Straßburg führte sie nach Seltz, ehe sie bei Berg erstmals das heutige Deutschland erreicht. Über Rheinzabern (Tabernae), Speyer (Noviomagus), Worms (Borbetomagus) und Nierstein führte sie nach Mainz. Am Mittelrhein zweigte bei Bingen die Ausoniusstraße nach Trier ab.
Mit den Zwischenstationen Boppard (Boudobriga), Koblenz (Confluentes), Andernach (Antunnacum), Remagen (Rigomagus) erreichte sie Bonn (Bonna) und Köln in der Germania inferior. Hier bildete der Rhein die Grenze als Niedergermanischer Limes, weshalb sie oft auch als „Limesstraße“ bezeichnet wird. In Köln zweigte als Verlängerung des decumanus maximus die Via Belgica ab, weiter führte sie über Neuss (Novaesium), Xanten (Colonia Ulpia Traiana) und Nijmegen (Ulpia Noviomagus Batavorum) bis an die Nordsee.

### Routenbeschreibung der Teilstrecke bis Mainz imItinerarium Antonini
| Text                                                               | moderner Ort                                       | Entfernung                                |
| ------------------------------------------------------------------ | -------------------------------------------------- | ----------------------------------------- |
| Item a Mediolano per Alpes Penninas Mogontiacum mpm CCCCXVIIII sic | von Mailand über die Poeninischen Alpen nach Mainz | Gesamtstrecke 419 milia passuum monetalis |
| Novaria mpm XXXIII                                                 | Novara                                             | 34 Meilen                                 |
| Vercellas mpm XVI                                                  | Vercelli                                           | 16 Meilen                                 |
| Eporedia mpm XXXIII                                                | Ivrea                                              | 33 Meilen                                 |
| Vitricio mpm XXI                                                   | Verrès                                             | 21 Meilen                                 |
| Augusta praetoria mpm XXV                                          | Aosta                                              | 25 Meilen                                 |
| Summo Pennino mpm XXV                                              | Grosser St. Bernhard                               | 25 Meilen                                 |
| Octoduro mpm XXV                                                   | Martigny                                           | 25 Meilen                                 |
| Tarnaias mpm XII                                                   | Massongex                                          | 12 Meilen                                 |
| Penne locos mpm XIII                                               | ?                                                  | 13 Meilen                                 |
| Vibisco mpm VIIII                                                  | Vevey                                              | 9 Meilen                                  |
| Bromago mpm VIIII                                                  | Oron-la-Ville                                      | 9 Meilen                                  |
| Minnodunum mpm VI                                                  | Moudon                                             | 6 Meilen                                  |
| Aventiculum Helvetiorum mpm XIIII                                  | Avenches                                           | 14 Meilen                                 |
| Petinesca mpm XIII                                                 | Studen BE                                          | 13 Meilen                                 |
| Salodurum mpm X                                                    | Solothurn                                          | 10 Meilen                                 |
| Augusta Rauracum mpm XXII                                          | Augst                                              | 22 Meilen                                 |
| Cambete mpm XII                                                    | Kembs                                              | 12 Meilen                                 |
| Stabulis mpm VI                                                    | ?                                                  | 6 Meilen                                  |
| Argentovaria mpm XVIII                                             | Biesheim                                           | 18 Meilen                                 |
| Helvetum mpm XVI                                                   | ?                                                  | 16 Meilen                                 |
| Argentorato mpm XII                                                | Straßburg                                          | 12 Meilen                                 |
| Saletione mpm VII                                                  | Seltz                                              | 7 Meilen                                  |
| Tabernis mpm XIII                                                  | Rheinzabern                                        | 13 Meilen                                 |
| Noviomago mpm XI                                                   | Speyer                                             | 11 Meilen                                 |
| Borbitomago mpm XIIII                                              | Worms                                              | 19 Meilen                                 |
| Bauconica mpm XIII                                                 | Nierstein                                          | 13 Meilen                                 |
| Mogontiacum mpm XI.                                                | Mainz                                              | 11 Meilen                                 |

### Archäologische Quellen

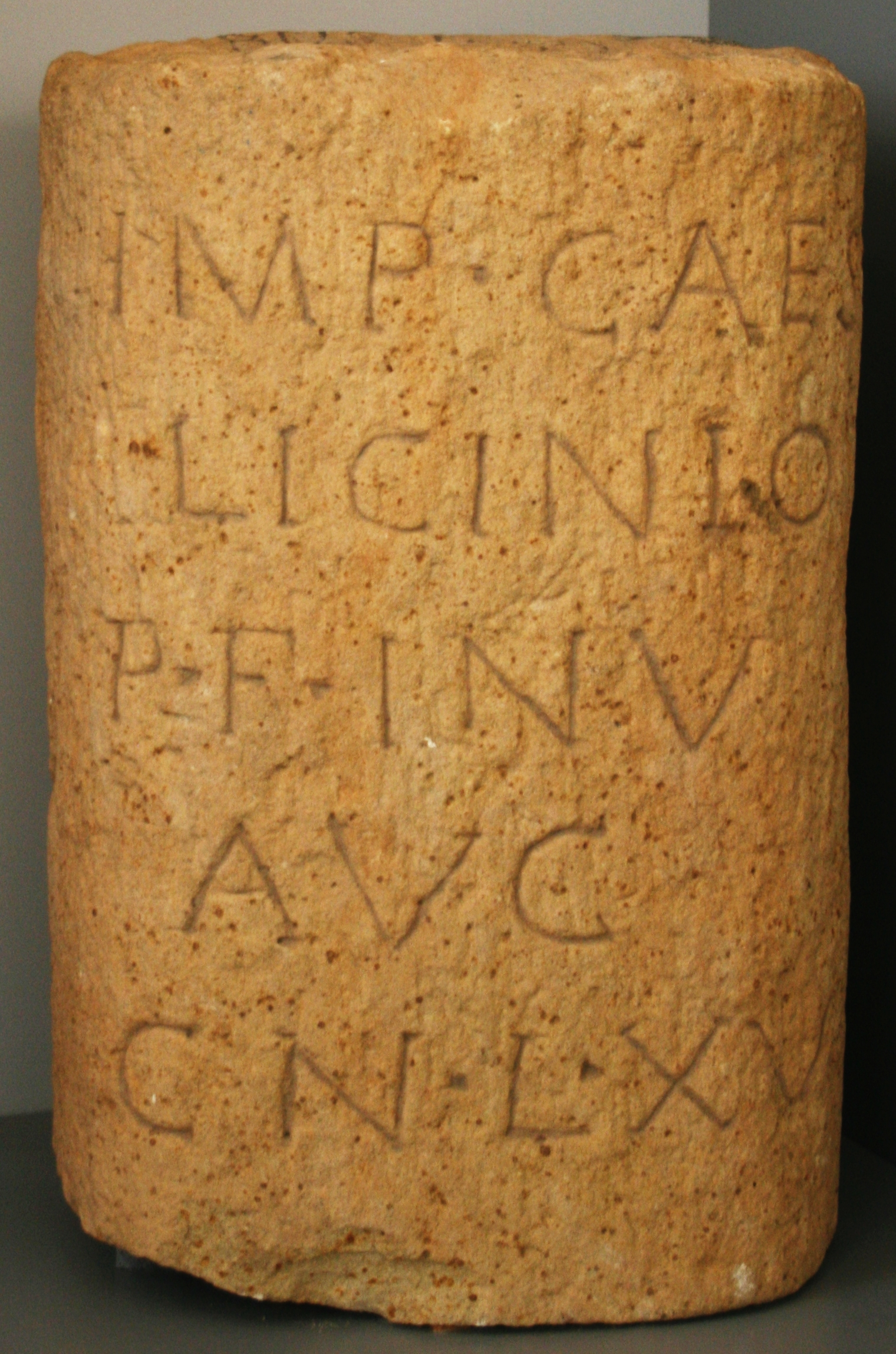
Kopie eines der Hagenbacher Leugensteine im Terra-Sigillata-Museum Rheinzabern.

Neben den schriftlichen Quellen gibt es auch archäologische Funde zum Verlauf der Straße. Einige gut erhaltene Teilstücke sind im Bienwald in Rheinland-Pfalz zu finden, während sie auf beackerten Flächen im Rheintal meist kaum noch wahrnehmbar ist. Bei Grabungsschnitten wurde meist eine Breite der geschotterten Straßenoberfläche über sechs Meter festgestellt. Nicht einberechnet sind hier allerdings unbefestigte Bereiche zum Ausweichen und für Fußgänger. Dass es solche gegeben haben muss, wird u. a. dadurch deutlich, dass die Straßengräben nicht unmittelbar, sondern in erheblichem Abstand neben der Fahrbahn verlaufen.
Der Verlauf der Straße ist ferner durch zahlreiche Funde von Meilen- und Leugensteinen belegt. Herausragend ist der Fund von sechs zeitlich aufeinanderfolgenden Steinen 1936 westlich von Hagenbach, auf denen noch fünf Inschriften erhalten waren. Es handelte sich um den originalen Standort der Steine, die 16 Leugen von Speyer entfernt aufgestellt wurden. Gefunden wurde ferner der bei Jockgrim aufgestellte 13-Leugen-Stein. Zu diesen, von der Civitas der Nemeter mit Hauptort in Speyer aufgestellten Steinen kommen einige Funde an der Straße nördlich von Speyer. Von der 8. Leuge wurden bei einer Straßenstation nahe Mutterstadt Fragmente von zwei Leugensteinen in einem Brunnen entdeckt. Die Steine der zweiten und fünften Leuge wurden sekundär in der spätantiken Festung Altrip verbaut.

### Rechtsrheinische Route
Schon vor der Einrichtung des Obergermanischen Limes und nach dessen Aufgabe wurde auch eine rechtsrheinische Route zum Mainzer Legionslager von den Römern benutzt. Sie folgte von Dangstetten aus dem Oberrhein über Riegel am Kaiserstuhl nach Offenburg (Anschluss an die Kinzigtalstraße). Eine Straßenstation wurde an diesem Abschnitt bei Friesenheim entdeckt. Nördlich davon verlief sie über Heidelberg – Ladenburg (Lopodunum) – Gernsheim und Groß-Gerau nach Mainz. Auch von dieser Straße sind zahlreiche Funde von Meilen- bzw. Leugensteinen bekannt. So liegen aus Sinzheim/Steinbach vier, aus Ladenburg fünf und aus Heidelberg sogar acht Steine vor. Hinzu kommt ein Stein aus Bühl.
In Ladenburg bildete die Straße die Hauptachse des Vorortes der Neckarsueben, deren Civitas die meisten Steine an dieser Strecke setzen ließ. Aus Groß-Gerau, wo eine Straße nach Dieburg und in den vorderen Odenwald abzweigte, ist eine Weihung für die Straßengötter Biviae, Triviae, Quadruviae bekannt.